# IOS 26
iOS 26 est la dix-neuvième et future version du système d’exploitation iOS d’Apple. Elle a été introduite lors de la WWDC 25 le 9 juin 2025,.

## Histoire
De nombreuses rumeurs ont eu lieu sur les nouveautés de cette mise à jour notamment sur le nouveau design « Verre Liquide (Liquid Glass) ». Le nom de la fonctionnalité avait même fuité avec la diffusion de la conférence.
Lors de cette mise à jour, l’ensemble des systèmes d’exploitation ont été unifié sous le nombre 26, en référence à l'année suivante sur laquelle la majorité d'iOS vivra.
Le 9 juin 2025, la première bêta destinée aux développeurs est déployée. La version finale est prévue pour cet automne (fin septembre).

## Fonctionnalités

### Nouveau design

#### Liquid Glass
Apple a annoncé un nouveau design pour l’ensemble des ses plateformes nommé « Liquid Glass (Verre Liquidifié) ». L’ensemble des contrôles, barrés de navigation, etc. adoptent ce nouveau style. Il est prévu comme « minimaliste » avec des applications repensées (comme l'application Caméra) avec des menus rangés pour s'y retrouver plus facilement. Il propose des effets transparents avec des mouvements de « verre » et une interface arrondie.

#### Écran verrouillé
Ce nouveau design intègre un nouvel écran verrouillé avec la possibilité de donner un effet 3D aux photos ainsi qu'un affichage de l'heure qui s’adapte en fonction de l’espace inoccupé de l’écran,.

#### Écran d’accueil
Un nouveau style d’icône est proposé, inspiré de ce nouveau design « glass », lui donnant un look transparent légèrement opaque et adapté au fond d’écran choisi par l’utilisateur.

### Apple Intelligence

#### Traduction en direct
Apple Intelligence permet de traduire en direct, des messages, des appels ou encore des appels vidéos via FaceTime.

#### Visual Intelligence
Visual Intelligence intègre désormais la possibilité de chercher une image directement depuis une capture d’écran (dans son entièreté ou juste une partie) ainsi que de rechercher sur des applications tierces.

#### Image Playground & Genmoji
iOS 26 intègre de nouvelles fonctionnalités pour Genmoji avec les « Mix emojis » qui permettent de combiner plusieurs émojis, descriptions, etc.
Image Playground quant à elle a reçu de nouveaux styles de ChatGPT et permet une meilleure personnalisation des images avec la possibilité de modifier les images (coupes de cheveux, etc.).

#### Raccourci
L’application raccourcis intègre également Apple Intelligence avec de nouvelles actions comme la création d’un résumé de texte ou la création d’image.

### Communication

#### Messages
L’application Messages est améliorée afin de trier les expéditeurs indésirables, création de sondage, l’indicateur d’écriture et le partage d’argent via Apple Cash dans les groupes.

#### Téléphone
L’application Téléphone permet désormais de « maintenir l’appel » afin de patienter lors de l’attente d’une conversation téléphonique et vous prévient lorsque un agent est disponible. iOS 26 intègre également une fonction appelée « Filtrage des appels » qui répond aux numéros inconnus afin de bloquer le démarchage.

### Nouveautés (Apps)

#### Apple Plans
Apple Plans connaît désormais vos trajets préférés et peut vous envoyer des alertes sur le trafic et permet également de retrouver un lieu déjà visité.

#### Apple Music
Apple Music permet désormais de traduire les paroles d’une chanson et d’avoir accès à la prononciation. Une nouvelle fonctionnalité nommée « AutoMix » permet d’enchaîner les titres d’une playlist comme le ferait un DJ.

#### Cartes
L'application Cartes reçoit également de nouvelles fonctionnalités avec la possibilité de créer un mode d'authentification avec un passeport Américain et une amélioration des cartes d'embarquement qui sont retravaillées avec un plan de l'aéroport détaillé, un mode de traçage des bagages avec Localiser et la possibilité de partager le trajet de son avion avec les activités en direct.
Apple Pay reçoit également des nouveautés avec la possibilité d'utiliser ses points de fidélité et de payer en plusieurs fois. Grâce à l'intelligence artificielle, Apple Pay pourra tracer le suivi d'une commande grâce aux mails.
En forme
“Workout Buddy”, un coach vocal IA en temps réel dans l’app Fitness sur l'Apple Watch (avec iPhone et AirPods), délivrant encouragements et retours personnalisés pendant l’entraînement, cependant, cette fonctionnalité reste limitée à l’anglais pour le lancement.

#### Jeux
Même si surprise avant la WWDC, Apple a dévoilé sa nouvelle application, Jeux, qui regroupe une sélection de jeux, le catalogue Apple Arcade et des fonctionnalités de Game Center (classement) et la possibilité de faire des « Challenges » entre amis,.

### Autres fonctionnalités

#### Accessibilité
iOS 26 introduit de nouvelles fonctionnalités d'accessibilités, comme des étiquettes informatives sur l'App Store, une expérience braille, etc..

#### Contrôle parental
iOS 26 améliore le contrôle parental en facilitant la création ou le transfert des comptes pour mineurs avec des améliorations sur les demandes exceptionnelles pour les applications de classification d'âge supérieur, le floutage des vidéos sensibles sur FaceTime, etc.,.

#### AirPods
Deux nouvelles fonctionnalités sont disponibles sur les AirPods : capturer le son pendant une conférence audio et la possibilité de commencer une vidéo. De plus, sans manipulations, les AirPods intègrent la traduction en direct des conversations, grâce à Apple Intelligence, utilisable notamment en mains libres.

#### Rappels
L'application Rappels, grâce à Apple Intelligence, permet de proposer des tâches et catégoriser ces dernières dans des listes.

#### Photos
L'application Photos propose un nouveau agencement avec deux sections. Une principale avec les photos et une autres avec les différentes collections. La fonctionnalité "3D effect" disponible sur le écran verrouillé est également disponible sur Photos. Certains menus et barres (Caméra, Safari…) s’affichent en fenêtres flottantes, plus translucides et flottantes, repensés pour ressembler à ceux de visionOS.

#### Horloge
L'application Horloge permet désormais de régler le rappel de sonnerie entre 1 et 15 minutes.

#### CarPlay
CarPlay profitera également de la nouvelle interface. Il profite également des widgets, des activités en direct ainsi que de nouveau moyen de réagir aux messages via les « Tapback ».

#### Journal
Il est désormais possible de créer plusieurs journaux afin de séparer les entrées.

#### Optimisation intelligente de la batterie
Une fonctionnalité alimentée par Apple Intelligence analyse en continu votre usage pour réduire automatiquement la consommation énergétique, en désactivant certaines animations et processus en arrière-plan lorsque la batterie faiblit. La batterie indique désormais le temps de charge restant.

## Disponibilité
iOS 26 exige une puce Apple A13 Bionic minimum. Cela marque la fin du support des iPhone XR et XS, équipés de l'Apple A12 Bionic.
- - iPhone 11 / 11 Pro / 11 Pro Max
  - iPhone SE (2e génération)
  - iPhone 12 / 12 mini / 12 Pro / 12 Pro Max
  - iPhone 13 / 13 mini / 13 Pro / 13 Pro Max
  - iPhone SE (3e génération)
  - iPhone 14 / 14 Plus / 14 Pro / 14 Pro Max
  - iPhone 15 / 15 Plus / 15 Pro / 15 Pro Max
  - iPhone 16 / 16 Plus / 16 Pro / 16 Pro Max / 16e

## Historique des versions
La première bêta destinée aux développeurs d’iOS 26 est sortie le 9 juin 2025.
|  | Versions précédentes |  | Version actuelle |  | Version bêta actuelle |  | Mise à jour de sécurité urgente |

| Version                     | Build    | Date de sortie  | Note                                                                  |
| --------------------------- | -------- | --------------- | --------------------------------------------------------------------- |
| 26.0 bêta 1                 | 23A5260n | 9 juin 2025     | Voir la note de MAJ                                                   |
| 26.0 bêta 1                 | 23A5260u | 13 juin 2025    | iPhone 15 Pro, iPhone 15 Pro Max et la gamme des iPhone 16 uniquement |
| 26.0 bêta 2                 | 23A5276f | 23 juin 2025    | Voir la note de MAJ                                                   |
| 26.0 bêta 3                 | 23A5287g | 7 juillet 2025  | Voir la note de MAJ                                                   |
| 26.0 bêta 4 Bêta publique 1 | 23A5297i | 22 juillet 2025 | Voir la note de MAJ                                                   |
| 26.0 bêta 4 Bêta publique 1 | 23A5297m | 24 juillet 2025 | Tous les modèles sauf la gamme des iPhone 11                          |
| 26.0 bêta 4 Bêta publique 1 | 23A5297m | 25 juillet 2025 | La gamme des iPhone 11 uniquement                                     |
| 26.0 bêta 5 Bêta publique 2 | 23A5308g | 5 août 2025     | Voir la note de MAJ                                                   |
| 26.0 bêta 6                 | 23A5318c | 11 août 2025    | Voir la note de MAJ                                                   |